# Štít (opera)
Štít (v německém originále Der Schild) je romantická opera o třech dějstvích českého skladatele Leopolda Eugena Měchury na německé libreto dramatika Karla (Carla) Egona Eberta. Byla napsána v letech 1843-44 a provedena pouze soukromě v Klatovech v roce 1845.

## Historie díla
Libreto k romantické opeře Štít na námět vycházející z dobově oblíbených lidových kouzelných her napsal pražský německy píšící spisovatel Karl Egon Ebert (1801-1882) roku 1825 původně pro skladatele Jana Václava Kalivodu (1801-1866). Ten jej ale nikdy nezhudebnil, libreta se později ujal právník a amatérský skladatel Leopold Měchura (švagr Františka Palackého). Hudbu složil mezi 18. červnem 1843 a 18. březnem 1844, v době, kdy žil v Klatovech a účastnil se činně tamějšího hudebního života. Opera nese opusové číslo 59.
Štít byl proveden roku 1845 klatovskými ochotníky, posílenými vojenskou hudbou místní posádky, soukromě v klatovském divadle a poté na klatovském děkanství.
Zřejmě na podnět Eberta provedl Měchura v období od 10. března do 31. prosince 1850 rozsáhlé úpravy (Op. 63), do roku 1854 vypracoval rovněž klavírní výtah. Ebert usiloval o provedení opery nejprve na pražské konzervatoři, poté na mnichovské; neúspěch lze zřejmě přičíst pasivitě samotného skladatele. Opera již nikdy nebyla uvedena.

## Děj opery

### 1. dějství
(Královský palác) Král sděluje shromážděným dvořanům, že se jej na lovu zmocnil spánek a přitom mu byl uloupen kouzelný štít poskytující ochranu. Slibuje ruku své dcery Griseldy a celé království tomu, kdo ho získá od nepřátel zpět v čestném souboji. Ke splnění tohoto úkolu se přihlásí královi synovci Valdemar, do kterého je Griselda zamilována, a věrolomný Ulf.
(Zámecká zahrada) Ulf sám sebe přesvědčuje o své síle, odvaze i důmyslu, které mu jistě pomohou splnit úkol. Když vidí přicházet Griseldu a svého soka Valdemara, ukryje se a s hněvem naslouchá jejich láskyplnému loučení.
(Pusté místo v lese u věže) Valdemar přemohl nepřátele a zmocnil se štítu. Ulf mu sice naoko blahopřeje, ve skutečnosti jej však hodlá přelstít. Podaří se mu Valdemara přesvědčit, aby se naklonil nad prohlubeň, a svrhne jej do věže. Lesním rohem přivolá královskou družinu, které tvrdí, že sám vybojoval štít a že Valdemar v souboji s nepřítelem podlehl. Za jásotu družiny se vypravuje na královský hrad.

### 2. dějství
(Ve věži) Valdemar leží v bezvědomí ve věži. Kolem něj se shromáždí král skřítků se svými poddanými. Když se princ vzbudí, skřeti se rozprchnou, ale jejich král se vrací a slibuje Valdemarovi záchranu i pomoc proti Ulfovi. Skřítci rytíře odvádějí do své říše.
(Královský palác) Griselda a její komorná Berta netrpělivě očekávají výsledek souboje. Vrací se Ulf, přináší štít a vydává se za vítěze. Ale kouzelný diamant na štítu ztratil svůj lesk a připravil ho o kouzelnou moc.

### 3. dějství
(Griseldina komnata) Nešťastná Griselda si chce raději vzít život, než aby se provdala za Ulfa. Když jí Berta sebevraždu překazí, usne. Zdá se jí sen o tom, co Valdemara potkalo a jak se na něm Ulf provinil. Když se vzbudí, přesvědčí krále, aby se v doprovodu dvořanů včetně Ulfa vypravil na místo, které jim princezna určí.
(V lese u věže) Griselda přivedla všechny ke věži, do níž Ulf svrhl Vladimíra, a odhaluje intrikánův zločin. Ulf sice zapírá, Griseldin příběh však dosvědčí sám Valdemar, jenž vystupuje z věže. Ulf je zadržen a uvězněn a Valdemar přebírá štít, jehož diamant opět nabyl lesku a své ochranné síly.